# Andrea Büttner
Andrea Büttner (Stoccarda, 1972) è un'artista tedesca.
Lavora in una varietà di mezzi, tra cui xilografie, dipinti su vetro inversa, scultura, video e performance. 
Crea connessioni tra la storia dell'arte e le questioni sociali o etiche, con un particolare interesse per le nozioni di povertà, la vergogna, la vulnerabilità e la dignità, ed i sistemi di credenze che li sostengono.

## Biografia
Andrea Büttner ha studiato all'Universität der Künste Berlin, Dal 2003 al 2004 presso l'Università di Tubinga e la Humboldt University, dove ha conseguito un master in storia dell'arte e filosofia. Dal 2005 al 2010, entra a far parte del Royal College of Art di Londra e ha conseguito il dottorato con una tesi sull'"Estetica della vergogna":il tema della vergogna come un sentimento estetico. Dal 2012, è stata docente presso la Fachhochschule Rheinland-Pfalz di Magonza.

## Esposizioni personali
- “Evangelisch Katholisch I”, Montgomery, Berlin, 18 dicembre 2005
- “Andrea Büttner”, Hockney Gallery, Royal College of Art, London, 2006
- “Tölzblock”, Rachmaninoff’s, London, novembre 2006
- “Andrea Büttner. On the Spot”, Badischer Kunstverein, Karlsruhe, 28 settembre - 18 novembre 2007
- “Roth Ecke”, The Return Gallery, Goethe Institut, Dublin, 2007
- “Solo Solo”, Pawnshop, Los Angeles (CA), 11 aprile - 18 maggio 2008
- “Andrea Büttner”, Hollybush Gardens, London, 2008
- “Andrea Büttner. It’s wonderful to be a woman and an artist in the 21th Century”, Crystal Palace, Stockholm, 8 maggio - 8 giugno 2008
- “Andrea Büttner. Cabinets 3”, SE8, London, 11 maggio - 7 giugno 2009
- “Andrea Büttner”, Fabio Tiboni Arte Contemporanea, Bologna, 23 gennaio - 28 febbraio 2009
- “Andrea Büttner. Little Works”, Galerie Andreas Huber, Wien, 14 luglio - 18 luglio 2009 (proiezione del film sulle suore di Nottinghill, DVD, 5 min)
- “Andrea Büttner”, Croy Nielsen, Berlin, 30 ottobre 2009 - 5 dicembre 2009
- “Andrea Büttner. The Poverty of Riches”, Max Mara Ar Prize for Women 2009-2011, White Chapel Gallery, London, 1 - 10 aprile 2011; Collezione Maramotti, Reggio Emilia, dal 12 novembre 2011
- “Andrea Büttner | Art Statements” , Art 42 Basel, Stand S17, Basel, 15 - 19 , settembre 2011
- “Andrea Büttner”, Artpace, San Antonio (CA), 2011
- “Andrea Büttner”, Hollybush Gardens, London, 2011
- “Andrea Büttner. Moss”, Hollybush Gardens, London, 27 gennaio - 4 marzo 2012
- “Andrea Büttner”, International Project Space, Birmingham, 7 novembre - 8 dicembre 2012
- “Andrea Büttner”, MMK Museum fur Moderne Kunst, Zollamt, Frankfurt am Main, 16 febbraio - 21 aprile 2013
- “Andrea Büttner”, MK Milton Keynes Gallery, Milton Keynes, UK, 12 aprile - 16 giugno 2013
- “Andrea Büttner - Little Sisters: Lunapark Ostia, Tramway, Glasgow, 31 agosto - 13 ottobre 2013
- “Andrea Büttner”, Barbara Gross Galerie, München, 13 settembre - 31 ottobre 2013
- “Andrea Büttner”, Douglas Hyde Gallery, Dublin, 24 gennaio - 19 marzo 2014
- “Andrea Büttner. Hidden Marriage”, National Museum Cardiff, Wales, 14 febbraio - 2 giugno 2014
- “Andrea Büttner”, Walter Phillips Gallery, The Banf Centre, Canada, aprile 2014
- “Andrea Büttner”, Museum Ludwig, Köln, 5 settembre 2014 - 15 marzo 2015
- “Andrea Büttner”, Walker Art Center, Minneapolis, 21 novembre 2015 - 10 aprile 2016
- “Andrea Büttner. Beggers and Iphones”, Kunsthalle Wien, Wien, 8 giugno - 18 settembre 2016
- “Andrea Büttner”, David Kordansky Gallery, Los Angeles, 9 settembre - 22 ottobre 2016

## Riconoscimenti
- 2005 - British Institution Award, London
- 2009 - Maria Sibylla Merian Prize, Wiesbaden
- 2009 - Kunststiftung Baden-Württemberg Grant
- 2009-2011 - MaxMara Art Prize, organizzato da Collezione Maramotti
- 2012 - 1822-Kunstpreis, Frankfurt am Main